# Beethoven's Christmas Adventure
Beethoven's Christmas Adventure (bra: Beethoven: Aventura de Natal) é um filme estadunidense de 2011, dos gêneros comédia e aventura, dirigido por Brian Levant.

## Sinopse
Beethoven é agora uma estrela de cinema e ele chega a uma cidade e encontra um menino chamado Mason para um comercial. Enquanto Mason está tirando fotos de Beethoven e completos estranhos, Beethoven vê trenó do Papai Noel com um elfo estável chamado Henry dentro dela. Henry fica ao Mason e diz que ele é uma tomada de brinquedo elfo. Eventualmente, Mason descobre que Henry é um elfo estável, mas eles ainda são amigos.
Um elfo de Natal acidentalmente decola no trenó do Papai Noel, as terras em uma cidade pequena, e perde o saco de brinquedos mágicos. Beethoven deve resgatar o elfo, recuperar o saco de vigaristas gananciosos, e devolver o trenó de Santa no tempo para salvar o Natal.